# Prędkość fazowa
Prędkość fazowa – prędkość, z jaką rozchodzą się miejsca fali o tej samej fazie.

## Fale harmoniczne
Fala harmoniczna może być opisana równaniem:

Fala o prędkości grupowej mniejszej od prędkości fazowej (czerwony punkt porusza się z prędkością fazową, a zielony z prędkością grupową)

{\displaystyle y=A\sin(\omega t-k_{z}z+\phi ),}
gdzie:
{\displaystyle A} – amplituda fali,
{\displaystyle \omega } – częstość fali,
{\displaystyle t} – czas,
{\displaystyle k} – liczba falowa,
{\displaystyle z} – współrzędna położenia.
W czasie {\displaystyle t} w punkcie o współrzędnej {\displaystyle z} fala ma fazę:
{\displaystyle \phi _{z}(t,z)=\omega t-k_{z}z+\phi .}
Miejsca o jednakowej fazie poruszają się z prędkością fazową:
{\displaystyle v_{\phi }={\frac {\omega }{k}}.}
Podczas rozprzestrzeniania się fali w ośrodkach prędkość fazowa fali może być różna dla różnych częstotliwości – mówi się wówczas, że dla tych fal zachodzi dyspersja. Gdy dla fali zachodzi dyspersja, prędkość rozchodzenia się czoła paczki falowej (prędkość grupowa) jest inna niż prędkość fazowa.
Prędkość fazowa światła (fali elektromagnetycznej) w próżni jest równa prędkości światła w próżni; w ośrodkach materialnych jest inna i często (np. dla promieniowania X) większa od prędkości światła w próżni, a nawet ujemna (dla metamateriałów o ujemnym współczynniku załamania). Większa wartość prędkości fazowej od prędkości światła nie stoi w sprzeczności ze szczególną teorią względności, gdyż faza fali nie jest szybkością rozprzestrzeniania się fali, a tym samym i przenoszenia sygnałów.

## Fale materii
W mechanice kwantowej cząstka jest rozpatrywana jako fala o zespolonej fazie. Prędkość fazowa tej fali może być określona wzorem:
{\displaystyle v_{\mathrm {p} }={\frac {\omega }{k}}={\frac {E}{p}}={\frac {(\gamma -1)mc^{2}}{\gamma mv}}=\left({\frac {\gamma -1}{\gamma \beta }}\right)c=\left({\frac {\gamma -1}{\gamma {\beta }^{2}}}\right)v,}
gdzie:
{\displaystyle E} – energia kinetyczna cząstki,
{\displaystyle p} – pęd (fizyka),
{\displaystyle \gamma } – czynnik Lorentza ze szczególnej teorii względności,
{\displaystyle c} – prędkość światła w próżni,
{\displaystyle \beta ={\tfrac {v}{c}},} gdzie {\displaystyle v} – prędkość ciała odpowiadająca prędkości grupowej paczki falowej.
W przypadku skrajnie relatywistycznym, gdy prędkość cząstki jest zbliżona do prędkości światła w próżni, wzór ma postać:
{\displaystyle v_{\mathrm {p} }\approx c,\;\beta \approx 1.}
W przypadku nierelatywistycznym, gdy prędkość cząstki jest znacznie mniejsza od prędkości światła w próżni, wzór redukuje się do postaci:
{\displaystyle v_{\mathrm {p} }\approx {\frac {v}{2}},\;\beta \ll 1.}